# Rodd vid olympiska sommarspelen 2024
Rodd vid olympiska sommarspelen 2024 arrangerades mellan 27 juli och 3 augusti 2024 i Stade nautique olympique i Vaires-sur-Marne i Frankrike. Det tävlades i totalt 14 grenar.

## Medaljsammanfattning
| Damernas rodd                        | Guld | Silver | Brons |
| Singelsculler Detaljer...            | Karolien Florijn Nederländerna | Emma Twigg Nya Zeeland | Viktorija Senkutė Litauen |
| Dubbelsculler Detaljer...            | Nya Zeeland Brooke Francis Lucy Spoors | Rumänien Nicoleta-Ancuța Bodnar Simona Radiș | Storbritannien Mathilda Hodgkins-Byrne Becky Wilde |
| Scullerfyra Detaljer...              | Storbritannien Lauren Henry Hannah Scott Lola Anderson Georgina Brayshaw | Nederländerna Laila Youssifou Bente Paulis Roos de Jong Tessa Dullemans                                                                                           | Tyskland Maren Völz Tabea Schendekehl Leonie Menzel Pia Greiten                                                                                        |
| Tvåa utan styrman Detaljer...        | Nederländerna Ymkje Clevering Veronique Meester | Rumänien Ioana Vrînceanu Roxana Anghel | Australien Jessica Morrison Annabelle McIntyre |
| Fyra utan styrman Detaljer...        | Nederländerna Marloes Oldenburg Hermijntje Drenth Tinka Offereins Benthe Boonstra                                                                                           | Storbritannien Helen Glover Esme Booth Samantha Redgrave Rebecca Shorten                                                                                          | Nya Zeeland Jackie Gowler Phoebe Spoors Davina Waddy Kerri Williams                                                                                    |
| Åtta med styrman Detaljer...         | Rumänien Adriana Adam Roxana Anghel Amalia Bereș Nicoleta-Ancuța Bodnar Maria-Magdalena Rusu Maria Lehaci Ioana Vrînceanu Simona Radiș Victoria-Ștefania Petreanu (styrman) | Kanada Abigail Dent Caileigh Filmer Kasia Gruchalla-Wesierski Maya Meschkuleit Sydney Payne Jessica Sevick Kristina Walker Avalon Wasteneys Kristen Kit (styrman) | Storbritannien Annie Campbell-Orde Holly Dunford Emily Ford Lauren Irwin Heidi Long Rowan McKellar Eve Stewart Harriet Taylor Henry Fieldman (styrman) |
| Dubbelsculler (lättvikt) Detaljer... | Storbritannien Emily Craig Imogen Grant | Rumänien Gianina Beleagă Ionela-Livia Cozmiuc | Grekland Dimitra Kontou Zoi Fitsiou |

| Herrarnas rodd                       | Guld | Silver | Brons |
| Singelsculler Detaljer...            | Oliver Zeidler Tyskland | Jaŭhenij Zalaty Individuella neutrala idrottare | Simon van Dorp Nederländerna |
| Dubbelsculler Detaljer...            | Rumänien Andrei Cornea Marian Enache | Nederländerna Melvin Twellaar Stef Broenink | Irland Daire Lynch Philip Doyle |
| Scullerfyra Detaljer...              | Nederländerna Lennart van Lierop Finn Florijn Tone Wieten Koen Metsemakers                                                                           | Italien Luca Chiumento Luca Rambaldi Giacomo Gentili Andrea Panizza                                                                                            | Polen Fabian Barański Mateusz Biskup Dominik Czaja Mirosław Ziętarski                                                                                  |
| Tvåa utan styrman Detaljer...        | Kroatien Martin Sinković Valent Sinković | Storbritannien Oliver Wynne-Griffith Thomas George | Schweiz Roman Röösli Andrin Gulich |
| Fyra utan styrman Detaljer...        | USA Nick Mead Justin Best Michael Grady Liam Corrigan                                                                                                | Nya Zeeland Oliver Maclean Logan Ullrich Tom Murray Matt Macdonald                                                                                             | Storbritannien Oliver Wilkes David Ambler Matthew Aldridge Freddie Davidson                                                                            |
| Åtta med styrman Detaljer...         | Storbritannien Morgan Bolding Sholto Carnegie Rory Gibbs Thomas Ford Jacob Dawson Charles Elwes Thomas Digby James Rudkin Harry Brightmore (styrman) | Nederländerna Ralf Rienks Olav Molenaar Sander de Graaf Ruben Knab Gertjan van Doorn Jacob van de Kerkhof Jan van der Bij Mick Makker Dieuwke Fetter (styrman) | USA Henry Hollingsworth Nicholas Rusher Christian Tabash Clark Dean Christopher Carlson Peter Chatain Evan Olson Pieter Quinton Rielly Milne (styrman) |
| Dubbelsculler (lättvikt) Detaljer... | Irland Fintan McCarthy Paul O'Donovan | Italien Stefano Oppo Gabriel Soares | Grekland Petros Gkaidatzis Antonios Papakonstantinou                                                                                                   |

Denna tabell: visa • redigera

## Medaljtabell
*   Värdland ( Frankrike)
| Nr                   | Nation                          | Guld | Silver | Brons | Totalt |
| -------------------- | ------------------------------- | ---- | ------ | ----- | ------ |
| 1                    | Nederländerna                   | 4    | 3      | 1     | 8      |
| 2                    | Storbritannien                  | 3    | 2      | 3     | 8      |
| 3                    | Rumänien                        | 2    | 3      | 0     | 5      |
| 4                    | Nya Zeeland                     | 1    | 2      | 1     | 4      |
| 5                    | Tyskland                        | 1    | 0      | 1     | 2      |
| 5                    | Irland                          | 1    | 0      | 1     | 2      |
| 5                    | USA                             | 1    | 0      | 1     | 2      |
| 8                    | Kroatien                        | 1    | 0      | 0     | 1      |
| 9                    | Italien                         | 0    | 2      | 0     | 2      |
| 10                   | Kanada                          | 0    | 1      | 0     | 1      |
| –                    | Individuella neutrala idrottare | 0    | 1      | 0     | 1      |
| 11                   | Grekland                        | 0    | 0      | 2     | 2      |
| 12                   | Polen                           | 0    | 0      | 1     | 1      |
| 12                   | Australien                      | 0    | 0      | 1     | 1      |
| 12                   | Litauen                         | 0    | 0      | 1     | 1      |
| 12                   | Schweiz                         | 0    | 0      | 1     | 1      |
| Totalt (15 nationer) | Totalt (15 nationer)            | 14   | 14     | 14    | 42     |